# Rima San Giuseppe
Pour les articles homonymes, voir Rima et San Giuseppe.

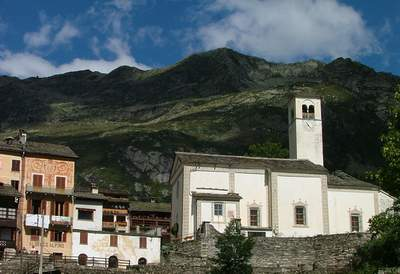

Rima San Giuseppe est un hameau de la commune d'Alto Sermenza, en province de Verceil dans le Piémont en Italie.

## Administration
| Période                                  | Période          | Identité         | Étiquette | Qualité |
| ---------------------------------------- | ---------------- | ---------------- | --------- | ------- |
| 14 juin 2004                             | 31 décembre 2017 | Pietro Bolongaro |           | Maire   |
| Les données manquantes sont à compléter. |                  |                  |           |         |

### Anciens hameaux
Rima

### Communes limitrophes
Alagna Valsesia, Boccioleto, Carcoforo, Macugnaga, Mollia, Rimasco, Riva Valdobbia